# Équipe du Brésil de football à 5
Maillots
Actualités
L'équipe du Brésil de football à 5 est une sélection des meilleurs joueurs brésiliens handisport, placée sous la responsabilité de la Fédération du Brésil de football.

## Effectif en 2012
Pour les Jeux paralympiques 2012 stats 

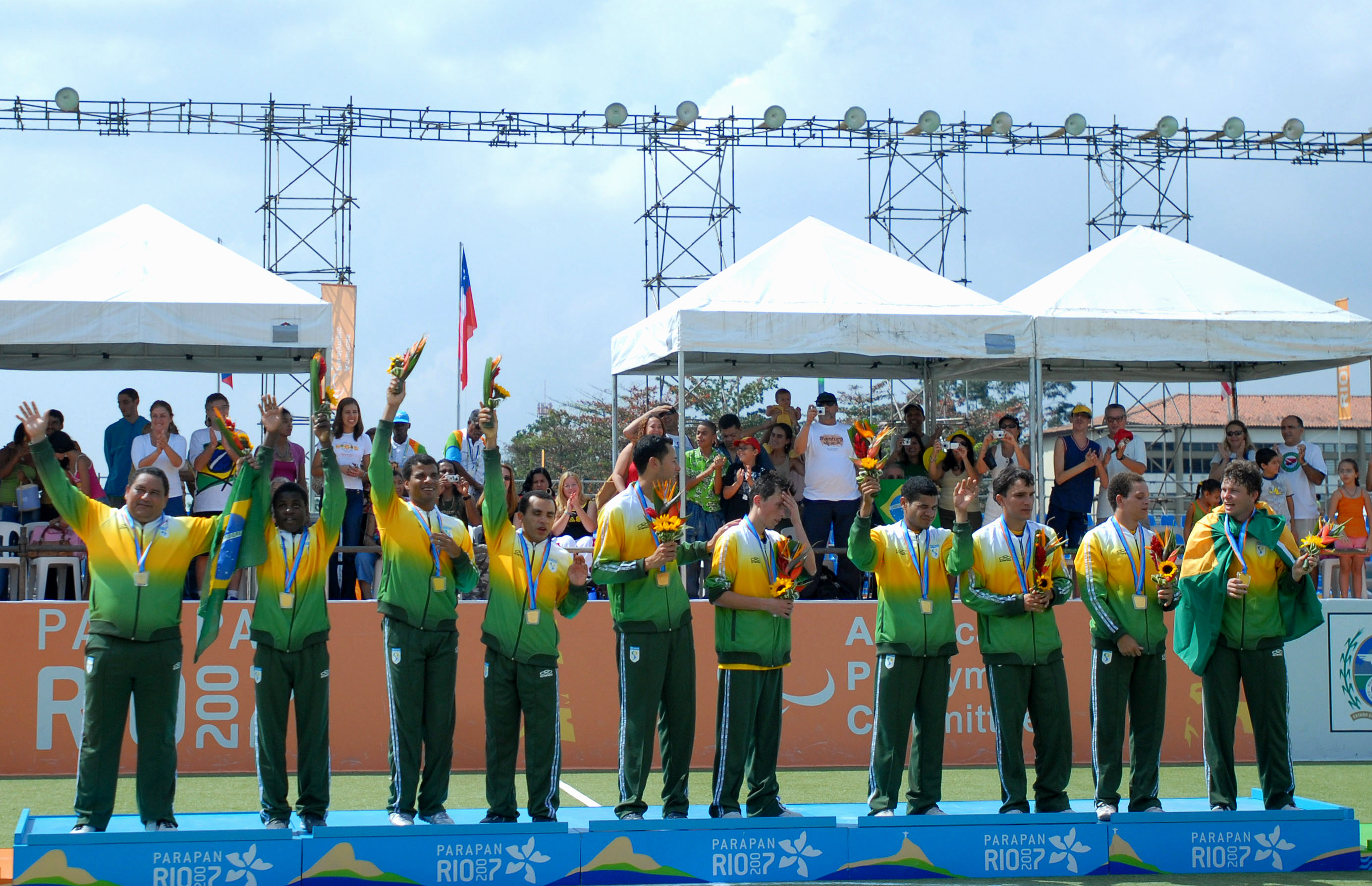
Le Brésil lors des Jeux parapanaméricains en 2007

| Numéro / Nom       | Numéro / Nom                      | Equipe actuelle | Date de naissance | J.              |                 |                 |                 |                 |
| Gardiens de but    | Gardiens de but                   | Gardiens de but | Gardiens de but   | Gardiens de but | Gardiens de but | Gardiens de but | Gardiens de but | Gardiens de but |
| ------------------ | --------------------------------- | --------------- | ----------------- | --------------- | --------------- | --------------- | --------------- | --------------- |
| 1                  | Fábio Luiz Ribeiro de Vasconcelos | APACE           | 22.7.1974         | 1               | 0               |                 |                 |                 |
| 12                 | Daniel Dantas da Silva            | APACE           | 29.5.1983         | 0               | 0               |                 |                 |                 |
| Défenseurs         |                                   |                 |                   |                 |                 |                 |                 |                 |
| 3                  | Emerson de Carvalho               | APADV           | 2.4.1984          | 0               | 0               |                 |                 |                 |
| 4                  | Gledson da Paixao Barros          | ICB             | 10.9.1990         | 0               | 0               |                 |                 |                 |
| 5                  | Cássio Lopes dos Reis             | IBC             | 15.5.1989         | 1               | 0               |                 |                 |                 |
| Milieux de terrain |                                   |                 |                   |                 |                 |                 |                 |                 |
| 6                  | Marcos Jose Alves Felipe          | APACE           | 14.10.1981        | 1               | 0               |                 |                 |                 |
| 7                  | Jeferson da Conceição Gonçalves   | ICB             | 5.10.1989         | 1               | 0               |                 |                 |                 |
| 9                  | Severino Gabriel da Silva         | APACE           | 13.9.1982         | 1               | 0               |                 |                 |                 |
| 10                 | Ricardo Steinmetz Alves           | AGAFUC          | 15.12.1988        | 1               | 0               |                 |                 |                 |
| Attaquants         |                                   |                 |                   |                 |                 |                 |                 |                 |
| 8                  | Raimundo Nonato Alves Mendes      | ADVP            | 19.8.1987         | 1               | 0               |                 |                 |                 |
| Sélectionneur      |                                   |                 |                   |                 |                 |                 |                 |                 |
|                    | Ramon Peirera de Souza            |                 |                   |                 |                 |                 |                 |                 |